# Дмитро Стягайло
Дмитро Стягайло (*д/н —після 1759) — український військовий діяч, полковник Війська Запорозького.

## Життєпис
Про місце і дату народження немає відомостей. Належав до Величківського куреню. 11 травня 1754 року призначено полковником Інгульської паланки. Проводив розвідки і складає реєстр збитків, заподіяних ногайцями козакам. Водночас за наказом кошового отамана Якима Ігнатовича боровся проти гайдамацьких загонів.
У 1756 році призначається полковником Кальміуської паланки. Отримує суворий наказ від кошового отамана Григорія Лантуха боротися із злодіями. У 1757 році Дмитро Стягайло у складі депутації козаків їде до Санкт-Петербургу за жалуванням.
28 квітня 1758 року призначається полковником Бугогардівської паланки. Одержує інструкцію з Коша про знищення гайдамаків на Мигійському острові. Для цього формує спеціальний загін. Того ж року посилає кошовому отаману Григорію Лантуху донесення про зруйнування гардівської церкви ногайськими татарами під час від'їзду його на Громоклію для пошуків гайдамаків. Він також повідомляє про будівництво м Оріль над річкою Синюхою та про необхідність заміщення церковного причту при Бугогардівській церкві. Залишався на посаді до 1759 року включно. Про подальшу діяльність відомості відсутні.